# Клініка (кіноальманах)
«Клініка» — радянський кіноальманах з трьох новел 1984 року, знятий режисерами Дмитром Шинкаренком, Климентієм Чимідовим і Сергієм Глущенком на кіностудіях «Мосфільм», «Білорусьфільм» та Кіностудії ім. М. Горького.

## Сюжет

### «Консультант з епохи»
Колишнього шофера Раднаркому Кириллова запросили на зйомки фільму про 1930-ті роки. Герой, початок шоферської кар'єри якого припадав саме на цей час, погодився, хоча чудово розумів, що його запрошено через стареньку «емку», на якій їздить досі і яку навряд чи зможе вести хтось інший.

### «Господар»
Тракторист Тарасов, який гостро переживає за колгоспну справу, ночами роз'їжджає полями, вантажить у причіп гниючу солому і відвозить її на покинутий громадський молодняк. Нічні турботи тракториста не подобаються голові колгоспу — і він починає підозрювати Тарасова у розкраданні колгоспної соломи.

### «Клініка»
Хірург Соколов, побоюючись за життя хворого, пропонує свої послуги Олені Валовій, протеже завідувача лікарні, яка готується до захисту дисертації. Внаслідок невдалої операції пацієнт вмирає. Але Валова має намір продовжувати хірургічну кар'єру і просить Соколова підписати висновок про те, що смерть настала нібито через серцеву недостатність. Проте герой висновку не підписує.
1987 року на кіностудії «Узбекфільм» поставлено повнометражний фільм з такою ж назвою («Клініка», режисер та автор сценарію — Р.Маліков), аналогічним сюжетом, але з національними колоритом і персонажами: Валієвою та Сабітовим.

## У ролях
- Юрій Назаров — Тарасов
- Раїса Рязанова — головна роль
- Олександр Денисов — головна роль
- Валерій Філатов — другорядна роль
- Микола Волков — другорядна роль
- Георгій Юматов — Кириллов
- Сергій Плотников — міністр
- Олена Сафонова — Анна Сергіївна
- Микола Засухін — П'ятиглазов
- Григорій Лямпе — другий режисер
- Людмила Гаврилова — Олена
- Борис Невзоров — Соколов, хірург
- Тетяна Плотникова — Валова, хірург
- Борис Євсєєв — епізод
- Світлана Орлова — Світлана
- Микита Висоцький — епізод
- Неллі Пшенна — Діна Григорівна, редактор
- Дар'я Вишнякова — епізод
- Олександр Горбенко — епізод
- Олександр Вдовін — епізод
- Володимир Яканін — лікар
- Валентин Смирнов — генерал
- Юрій Прокопович — Юрій Віталійович, актор
- Муза Крєпкогорська — гример
- Петро Глєбов — епізод
- Галина Орлова — епізод

## Знімальна група
- Режисери — Дмитро Шинкаренко, Климентій Чимідов, Сергій Глущенко
- Сценаристи — Валентин Єжов, Валентин Черних, Рашид Маликов, Сергій Глущенко
- Оператори — Валентин Швецов, Віктор Шестоперов, Ігор Клебанов
- Композитори — Володимир Кондрусевич, Микола Корндорф
- Художники — Олександр Чертович, Саїд Меняльщиков, Віктор Сафронов